# Yoon Sa-bong
Yoon Sa-bong (en hangul, 윤사봉; nacida en Busan el 5 de junio de 1980) es una actriz y cantante surcoreana.

## Carrera
Yoon Sa-bong pasó su infancia en Mora-dong, Sasang-gu, Busan; fue a la escuela primaria y secundaria en Buk-gu. Se graduó en Teatro y Cine en la Universidad Kyungsung, donde coincidió con Kim Jung-tae y Cho Jin-woong. Debutó en 2006 con el musical Disparates, y siguió su carrera en el teatro y los musicales (Canción del elefante, Lavandería, Los miserables, entre los más destacados).
En 2016 hizo su primera aparición en el medio televisivo, con un pequeño papel en la serie de MBC El rey de las compras, Louie. En enero del año siguiente firmó un contrato de representación con la agencia JUST Entertainment. Del mismo 2017 es también su participación como actriz de reparto, entre otras series, en Love Returns (KBS1) y Fight for My Way (KBS2). En esta última llamó la atención con una actuación destacada en un solo episodio, como la hermana mayor de Kim Joo-man, uno de los protagonistas.
Mientras que su presencia en el cine ha sido muy limitada, en televisión ha sido constante desde 2016, en alternancia con su trabajo en musicales. Las series donde sus personajes han tenido más desarrollo o más impacto han sido Arthdal Chronicles (2019), ¡Hola y adiós, mamá! (2020), Lovers of the Red Sky (2021) y Las inclemencias del amor (2022).

## Filmografía

### Cine
| Año  | Título                      | Hangul           | Papel        | Notas              | Ref.   |
| ---- | --------------------------- | ---------------- | ------------ | ------------------ | ------ |
| 2010 | Finding Mr. Destiny         | 김종욱 찾기      | Señora Jung  |                    |        |
| 2019 | Kim Ji-young: Born 1982     | 82년생 김지영    | Soo-hyun     |                    |        |
| 2020 | The Season of the Next Step | 다음 스텝의 계절 |              | Cortometraje       | [ 10 ] |
| 2022 | Kingmaker                   | 킹메이커         | Mujer cómica |                    |        |
| 2022 | An Honest Candidate 2       | 정직한 후보2     | Señora Han   | Aparición especial |        |

### Series de televisión
| Año     | Título                                                        | Papel                | Canal   | Notas              | Ref.                 |
| ------- | ------------------------------------------------------------- | -------------------- | ------- | ------------------ | -------------------- |
| 2016    | El rey de las compras, Louie                                  | Ye-ji                | MBC     |                    |                      |
| 2017    | Tomorrow With You                                             | Mi-soo               | tvN     |                    |                      |
| 2017    | Fight for My Way                                              | Kim Joo-hye          | KBS2    |                    | [ 5 ] [ 11 ]         |
| 2017    | The Lady in Dignity                                           | Yoon-su              | JTBC    |                    |                      |
| 2017    | Hello, My Twenties! 2                                         | Hermana de Ho Chang  | JTBC    |                    |                      |
| 2017    | Love Returns                                                  | Park Bo-geum         | KBS1    |                    | [ 4 ] [ 12 ]         |
| 2018    | Partners for Justice                                          | Jang Hoo-nam         | MBC     |                    |                      |
| 2019    | Arthdal Chronicles 1: The Children of Prophecy                | Hae Tu-ak            | tvN     |                    | [ 13 ] [ 6 ]         |
| 2019    | Arthdal Chronicles 2: The Sky Turning Inside Out, Rising Land | Hae Tu-ak            | tvN     |                    | [ 13 ] [ 6 ]         |
| 2019    | Arthdal Chronicles 3: The Prelude To All Legends              | Hae Tu-ak            | tvN     |                    | [ 13 ] [ 6 ]         |
| 2019    | The Tale of Nokdu                                             | Kang Soon-nyeo       | KBS2    |                    | [ 14 ]               |
| 2020    | ¡Hola y adiós, mamá!                                          | Mi Dong-daek         | tvN     |                    | [ 7 ]                |
| 2020    | Good Casting                                                  | Jefa en la cárcel    | SBS     |                    |                      |
| 2020    | Private Life                                                  | Yang In-sook         | JTBC    |                    | [ 7 ] [ 15 ]         |
| 2021    | Aun así                                                       | Yoo Jung-suk         | JTBC    |                    | [ 16 ] [ 17 ]        |
| 2021    | Lovers of the Red Sky                                         | Kyun Joo-daek        | SBS     |                    | [ 18 ] [ 8 ]         |
| 2022    | Las inclemencias del amor                                     | Oh Myung-joo         | JTBC    |                    | [ 18 ] [ 9 ]         |
| 2022    | The Sound of Magic                                            | Casera de Yoon Ah-yi | Netflix | Serie web          |                      |
| 2022    | Crazy Love                                                    | Hong Yeo-sa          | KBS2    | Aparición especial | [ 19 ]               |
| 2022-23 | El tranvía                                                    | Kim Bit-na           | SBS     |                    | [ 20 ] [ 21 ]        |
| 2023    | Moving                                                        | Mujer de la limpieza | Disney+ | Serie web          | [ 22 ] [ 23 ] [ 24 ] |
| 2023    | La chica enmascarada                                          | Madre de Kim Ye-chun | Netflix | Serie web          | [ 23 ] [ 24 ] [ 25 ] |
| 2023    | Arthdal Chronicles: The Sword of Aramun                       | Hae Tu-ak            | tvN     |                    | [ 26 ]               |
| 2024    | Knight Flower                                                 | Jang So-woon         | MBC     |                    | [ 27 ] [ 28 ]        |
| 2024    | Connection                                                    | Jung Yeon-joo        | SBS     |                    | [ 29 ]               |

## Teatro musical
| Año     | Título                                 | Hangul          | Papel              | Notas                            | Ref.          |
| ------- | -------------------------------------- | --------------- | ------------------ | -------------------------------- | ------------- |
| 2006    | Disparates                             | 넌센스          | Herbert            | Debut                            | [ 6 ]         |
| 2010-11 | Legally Blonde                         |                 | Paulette           | 19/11/2010-20/03/2011            |               |
| 2012    | Los hermanos fueron valientes          | 형제는 용감했다 | Ye San-daek        | 26/06-01/10                      | [ 30 ]        |
| 2013    | Los miserables                         | 레미제라블      | [Conjunto]         | 06/04-01/09                      |               |
| 2014-15 | Lavandería                             | 빨래            | Madre de Hee-jeong | 16/10/2014-31/05/2015            |               |
| 2014-15 | Disparates                             | 넌센스          | Herbert            | 17/10/2014-04/01/2015            | [ 31 ]        |
| 2015    | Disparates                             | 넌센스          | Herbert            | 23-26/12, Incheon Sorae Art Hall | [ 32 ]        |
| 2016    | Julia y Pablo                          | 줄리 앤 폴      |                    | 04/07-05/07, CJ Hideout Daehakro | [ 33 ]        |
| 2016-17 | Lavandería                             | 빨래            | Madre de Hee-jeong | 10/03/2016-26/02/2017            | [ 34 ]        |
| 2017    | Canción del elefante                   | 엘리펀트송      | Peterson           | 06/09-26/11                      | [ 35 ] [ 36 ] |
| 2022    | Aterrizaje de emergencia en tu corazón | 사랑의 불시착   | Ma Young-ae        | 16/09-13/11, COEX Shinhan Artium | [ 37 ] [ 38 ] |
| 2023    | Rebeca                                 | 레베카          | Sra. Van Hopper    | 19/08-19/11                      | [ 39 ] [ 40 ] |